# Aquara

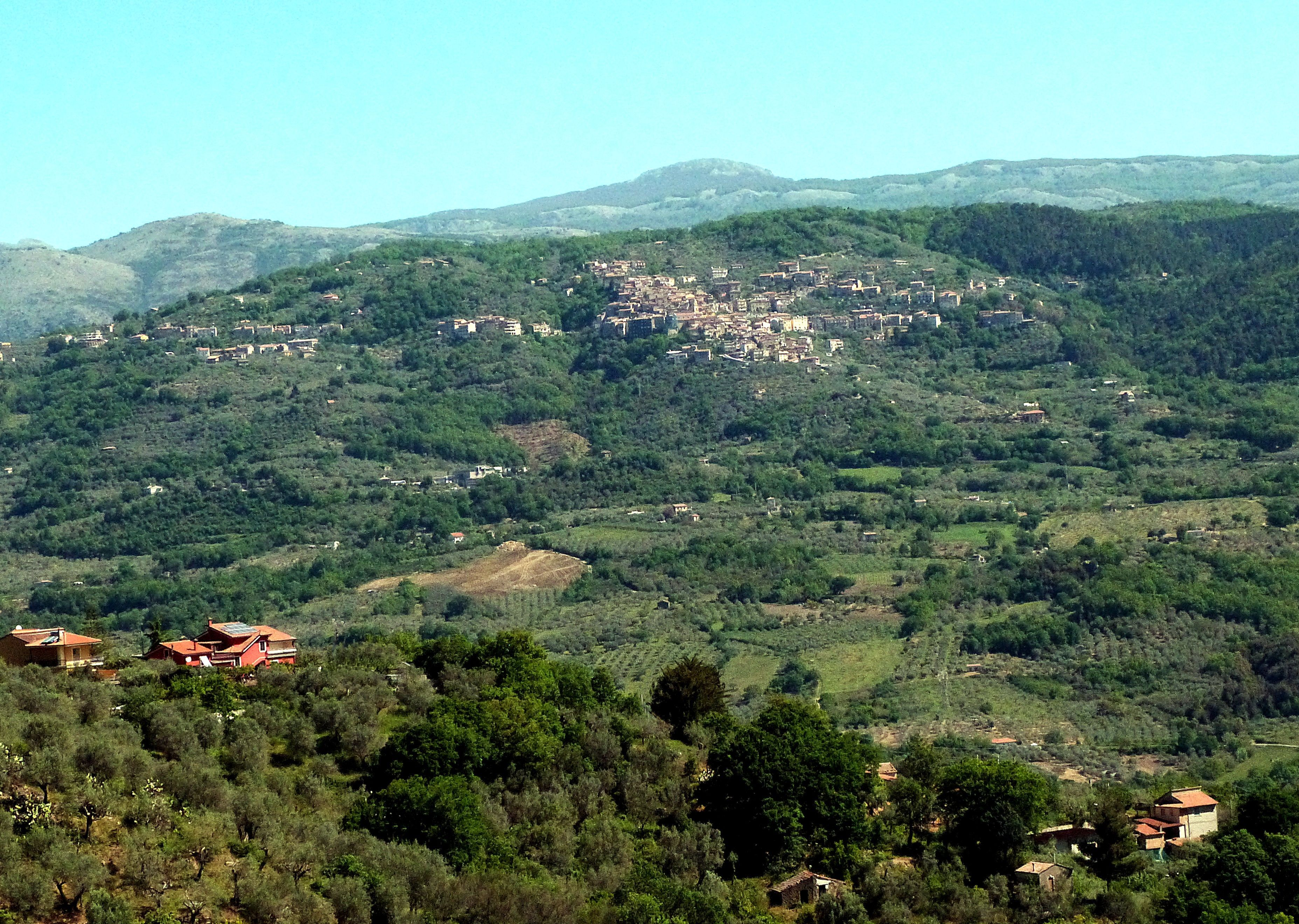
Blick auf Aquara

Aquara ist eine italienische Gemeinde mit 1298 Einwohnern (Stand 31. Dezember 2023) in der Provinz Salerno in der Region Kampanien. Der Ort liegt am Rand des Nationalpark Cilento und Vallo di Diano und ist Teil der Comunità Montana Alburni.

## Geografie
Die Nachbargemeinden sind Bellosguardo, Castel San Lorenzo, Castelcivita, Felitto, Ottati und Roccadaspide. Ein weiterer Ortsteil ist Mainardi.